# Ricardo Adé
Ricardo Adé Kat (* 21. Mai 1990 in Saint-Marc) ist ein haitianischer Fußballspieler. Der Innenverteidiger ist aktuell Nationalspieler Haitis und Kapitän des Teams. Größter Erfolg auf Vereinsebene war der Gewinn der Copa Sudamericana 2023 mit der LDU Quito.

## Karriere

### Verein
Ricardo Adé begann seine Karriere 2011 beim Baltimore SC. In Haiti sind die generellen Bedingungen für Profifußballspieler schwierig, da Vereine manchmal Gehälter nicht bezahlen. Er entschied sich deshalb für das Ausland, weshalb er sich in Thailand mit einem Berater treffen wollte, der jedoch nie auftauchte. Adé wechselte stattdessen 2014 in die dritte US-Liga zu Miami United und kehrte 2015 zum heimischen Don Bosco FC zurück, mit dem er Meister wurde. 2016 unterschrieb der Defensivakteur seinen ersten Profivertrag beim chilenischen Zweitligisten Santiago Morning und wechselte nach zwei Jahren zum Ligakonkurrenten CD Magallanes. Zur Saison 2021 ging Adé in die ecuadorianische Serie A, in der er erst für Mushuc Runa und dann für den SD Aucas spielte. Mit Aucas gewann er 2022 die Meisterschaft und wurde als bester Innenverteidiger der Saison ausgezeichnet. Anschließend wechselte er ablösefrei zur LDU Quito. Mit dem Hauptstadtklub gewann er zwei weitere Meisterschaften und die Copa Sudamericana 2023, dem zweitwichtigsten Vereinswettbewerb Südamerikas. Im Januar 2025 gab LDU Quito die Vertragsverlängerung mit Adé bis Ende 2027 bekannt.

### Nationalmannschaft
Ricardo Adé debütierte im September 2016 in der Nationalmannschaft beim Qualifikationsspiel für die Weltmeisterschaft 2018 gegen Costa-Rica, Haiti qualifizierte sich jedoch nicht für das Turnier in Russland. Auch für den CONCACAF Gold Cup 2017 qualifizierte sich Haiti nicht. Seit 2018 ist Adé Stammspieler in der Nationalmannschaft und spielte bei verschiedenen Turnieren. 
Beim CONCACAF Gold Cup 2019 erreichte Haiti das Halbfinale und verlor dort knapp nach Verlängerung gegen Mexiko, Adé kam nur beim 2:1-Erfolg im Gruppenspiel gegen Bermudas zum Einsatz. Bei der CONCACAF Nations League 2019–21 bestritt er drei der vier Spiele und übernahm das Kapitänsamt, stieg jedoch aus der A-Gruppe ab. Bei den Gold Cups 2021 und 2023 bestritt er jeweils alle drei Gruppenspiele, schied jedoch nach der Vorrunde aus. Bei der CONCACAF Nations League 2022/23 gelang Adé mit Haiti der Wiederaufstieg in die A-Gruppe, aus der das Team in der CONCACAF Nations League 2023/24 wieder abstieg.

## Erfolge
Don Bosco
- Haitianischer Meister: 2015

Aucas
- Ecuadorianischer Meister: 2022

LDU Quito
- Ecuadorianischer Meister: 2023, 2024
- Ecuadorianischer Supercup-Sieger: 2025
- Copa-Sudamericana-Sieger: 2023